# 海宝
海宝（英語：Haibao），意為「四海之寶」，是中国2010年上海世界博览会的吉祥物。“海宝”是在巫永坚汉字发展成吉祥物创意的基础上，在邵隆图聚焦的“人”的核心理念下，由上海姑娘方芳执笔进行造型设计的。2007年12月18日正式对外公布。

## 海宝形象

篆書 「人」

海宝的主体形象类似于汉字“人”，以示人是城市的核心。

### 身体特征
海宝身体的不同部位也融入了不同的设计理念：
| 部位 | 特征                                 |
| ---- | ------------------------------------ |
| 头发 | 类似翻卷的海浪，表示海宝来自大海     |
| 脸部 | 卡通化的脸部表现友好和自信           |
| 眼睛 | 大而圆，表示对未来的期待             |
| 蓝色 | 象征包容与想象力                     |
| 身体 | 圆润而可爱                           |
| 拳头 | 翘起的拇指表示对来宾的欢迎           |
| 大脚 | 作为稳重的支撑，以示办好世博会的信心 |

### 名称来源
上海世博会吉祥物征集办公室主任刘军曾透露，在确定海宝这一名称之前，整个团队一共取了200多个名字，比如有“海朋”、“海海”等，最后才确定了“海宝”这一名称。“海宝”意为“四海之宝”，读起来琅琅上口，也与其身上的色彩相吻合。

## 征集过程
上海世博会事务协调局成立的上海世博会吉祥物征集办公室于2007年1月17日开始向全球征集吉祥物的设计。到5月31日，共收到了21个国家的26655件作品。在第一轮将作品筛选为2000件后，征集办公室又请到了11名终审评委对作品进行评价，其中包括了中国美术家协会主席靳尚谊、上海大学美术学院院长邱瑞敏、台湾温画家许培育、文化学者余秋雨等。在经过多轮评选、方案调整与调研后，最终推出了由台湾设计师巫永坚为主的团队原创设计、后经邵隆图领衔的修改团队修改的“人”形海宝方案。
9月24日，上海世博会第五次组委会会议确定了这一方案。同年12月18日，中国2010年上海世博会组委会第一副主任委员、上海市长韩正在“吉祥中国——2010年上海世博会吉祥物揭晓晚会”上揭晓了吉祥物海宝。

## 海宝博士
目前，中国移动飞信业务针对海宝的形象开发了一款聊天机器人，用于解答与世博会相关的疑难问题。实际上，你可以与它聊任何话题。该机器人词库极为丰富，给人一种情商较高的感觉。

## 抄袭争议

### 争议一
在海宝推出之后，来自泉州的设计师、第六届全国农运会吉祥物“同同”的设计者李竹兵状告邵隆图修改的海宝方案抄袭了他之前参评的“东方宝贝”方案。李竹兵称，最终的海宝方案与他的方案造型上雷同、设计风格雷同、命名雷同。2009年7月10日，李竹兵以侵犯著作权为由向上海市黄浦区人民法院提起诉讼，要求邵赔偿26655元。法院于8月3日立案。上海世博会吉祥物征集办公室称目前此案正在调查中，暂不予评价。

### 争议二
同时有不少网友指出，该形象類似於美国著名卡通形象岡比，為美國著名漫畫家阿特·克洛基（Art Clokey）於1950年代創造並於1953年推出的漫畫人物，对此，巫永堅回应说，他之前从未听说或看過岡比。
世博局在2010年4月23日安排一批境外媒体到世博园参观并举行记者会，在参观新闻中心期间，美国全国公共广播电台驻上分岡的首席记者林慕莲，突然用中文高声指责世博会吉祥物海宝抄袭美国的卡通人物岡比，为了证明指控，她并且当场拿出岡比和海宝的照片对照给现场其它传媒拍摄。

## 另見
- 脈脈 (吉祥物)
- 岡比
- Gumby（英语：Gumby）

## 相关书籍
上海世博会推出了一系列以海宝为主题的书籍，包括：
- 《海宝漫游上海世博会》（上海人民出版社）
- 《海宝教你学英语》（上海人民美术出版社）
- 《海宝教你学环保》（少年儿童出版社）
- 《海宝伴你游世博——游戏大冲浪》（上海人民美术出版社）
- 《海宝传奇》（浙江少年儿童出版社）
- 《海宝·超时空任务》（人民邮电出版社）
- 《海宝探宝世博会-世博知识知多少》（安徽少年儿童出版社）
- 《海宝漫话中国节-传统知多少》（安徽少年儿童出版社）
- 《海宝有约·奥比岛：超级明星档案》（外语教学与研究出版社）
- 《海宝.com 世博知识难不倒》（华东师范大学出版社）
- 《海宝伴你畅游世博》（少年儿童出版社）
- 《海宝伴你博阅中国》（少年儿童出版社）
- 《少林海宝》（河南教育出版社）